# 陳叔明 (南陳)

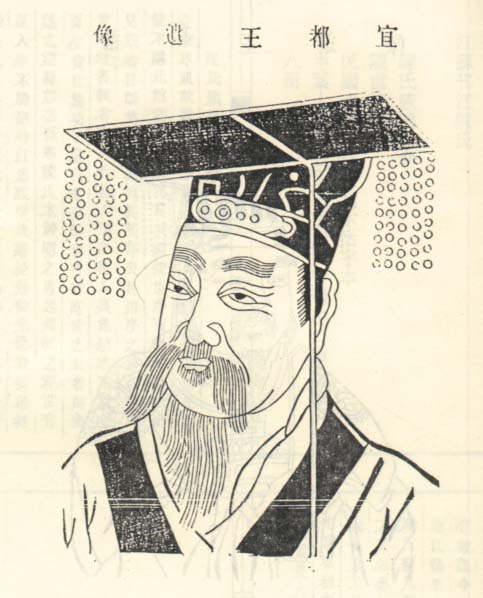
陳叔明

陈叔明（562年—615年2月3日），字子昭，后为避太子杨昭讳，改字为慈尚，南朝陈朝高宗宣帝陈顼第六子，母何淑儀。
仪容美丽，举止和弱，很像女人。陈宣帝太建五年（573年），立为宜都郡王，授宣惠将军，置佐史（有中錄事參軍姚察、諮議參軍事司馬暠、限外記室張正見）。七年（575年），授东中郎将、东扬州刺史，为轻车将军、卫尉卿。十三年（581年），出为使持节、云麾将军、南徐州刺史。又为侍中、翊右将军。后主陈叔宝至德四年（586年），进号安右将军。祯明三年（589年），隋灭陈迁入关中。
大业二年（606年），授朝散大夫。大业四年（608年），兼鸿胪少卿。大业六年（610年），守礼部侍郎。大业七年（611年），东巡，检校右御卫虎贲郎将。大业八年（612年），授朝议大夫，例授通議大夫，尋攝判吏部侍郎事。大业九年（613年），檢校左屯衛鷹揚郎將。大业十年（614年）十二月二十七日，终于河南县思顺里之宅，时年五十三岁。大业十一年（615年）正月二十八日，葬于雒陽縣安山里鳳台原。

## 家庭
宜都王妃到氏，仁威將軍、黃門郎、駙馬都尉到鬱第三女。
六世孫陳京，見《新唐書·儒學傳》

## 資料來源
- 《陈书》